# Goianira
Goianira es un municipio brasilero del estado de Goiás. Su población estimada en 2004 era de 22.727 habitantes.
Conocida como la Capital de las Flores o como Pequeña Goiânia, es una ciudad industrial con su población urbana. Situada apenas a 22 km de Goiânia, la ciudad de Goianira se torna un gran Parque Agroindustrial.
El municipio fue benefíciado por la concretización del Distrito Agroindustrial de Goianira, con las obras del Polo Del calzado. Se destaca también en la producción de postes y placas para autopistas, cables, calzados, así como en la producción de avestruces y peces ornamentales.
El área total de Goianira alcanza apenas 200 km². La densidad demográfica es de 105 habitantes por kilómetro cuadrado. Esta taza supera por mucho la media del Estado de Goiás que es de apenas 14 habitantes por kilómetro cuadrado.

## Historia
La historia de Goianira comienza en Trindade, donde había un vicario con el nombre de Padre Pelágio Sauter. Cada seis meses el montava en su burrico y visitaba varias haciendas de los alrededores como a Pinguela Preta, Sao Domingo, Boa Vista y Meda Ponte. Fue de esos encuentros del Padre Pelário con los agricultores que surgió la idea de montar un poblado.
Las tierras fueron donadas y se construyó una capilla en alabanza a Sao Geraldo. En torno de esa capilla surgió el Poblado de San Geraldo, futuramente la ciudad de Goianira. La comisión para formar el poblado fue organizada por Padre el Pelágio, Philadelphio Peres de Souza, Juán de Assis Pereira, José Antônio Gabriel y Joaquim Bento de la Costa.
A partir de 1940, Sao Geraldo pasó a ser una de las bases de apoyo para la construcción de Goiânia. Una aserradero fue montado en la Hacienda Boca del bosque para la fabricación de tacos y forros usados en la construcción del Gran Hotel, Teatro Goiânia y otras obras. 
Veinte años después el municipio fue creado por la ley estatal nº 2.363. La instalación se dio el 4 de enero de 1959. El nombre fue nuevamente alterado de Sao Geraldo a Goianira, en homenaje a la hija de la primera profesora de la Escuela Estatal Sao Geraldo.

## Economía
Goiás es gran productor de cuero bovino, pues cuenta con el tercer mayor rebaño del País, totalizando cerca de 20 millones de cabezas. Con las fábricas y calzados en Goianira, el Estado de Goiás dio un salto de calidad en la cadena productiva del cuero bovino. 